# 長項貨物線
長項貨物線（：／ Janghang hwamul seon */?）是韓國鐵路的一條铁路支线，全線僅設兩站，位於忠清南道舒川郡境內，由韓國鐵道公社營運。2021年1月2日廢止營運。

## 路線資料
- 路線距離：4.2公里
- 營運機關：韓國鐵道公社（全線）
- 軌距：1435毫米（標準軌）
- 通行方式：-
- 站數：3個
- 複線路段：無
- 電氣化路段：無
- 保安裝置：ATS

## 車站列表
| 中文站名 | 韓文站名 | 英文站名 | 站間距離 （公里） | 營業距離 （公里） | 接續路線 | 所在地   | 所在地 | 所在地 | 備註     |
| -------- | -------- | -------- | ----------------- | ----------------- | -------- | -------- | ------ | ------ | -------- |
| 長項     |          |          | 0.0               | 0.0               | 長項線   | 忠清南道 | 舒川郡 | 馬西面 |          |
| 長項貨物 |          |          | 4.2               | 4.2               |          | 忠清南道 | 舒川郡 | 長項邑 | 貨物專用 |
| 長項棧橋 |          |          | 2.0               | 6.2               |          | 忠清南道 | 舒川郡 | 長項邑 |          |

## 历史
- 1930年11月1日：路线启用，当时为长项线正线的一部分。
- 2008年1月1日：改为现在名称。
- 2021年1月12日：營運廢止。